# Luis (Rapper)
Luis (* 21. Juni 2001; auch Luis Wasted oder Lucas Sullivan) ist ein Rapper aus Norddeutschland. Sein Stil ist eine Mischung aus autotunelastigem Trap und Pop mit Einflüssen aus R’n’B, Rock und House.

## Leben
Luis wuchs in Norddeutschland in der Nähe von Hamburg auf. Erste musikalische Erfahrungen sammelte er 2015, als er als Kinderdarsteller beim Musical Der König der Löwen mitspielte. Nach seinem Schulabschluss zog er nach Hamburg und produzierte im Freundeskreis Musik und schrieb eigene Texte. 2016 veröffentlichte er, damals noch unter dem Namen Luis Sullivan und auf Englisch, seine erste EP Atmosphere. Es folgen weitere Veröffentlichungen, wie die Alben Bandanas & Wav.S und Bandanas & Wav.S 2 sowie 2018 mit der Veröffentlichung des Songs Callgirl der Wechsel auf seine Muttersprache Deutsch und den Namen Luis. Zwischen 2018 und 2020 veröffentlicht er mit der dreiteiligen Nitro-Albenreihe weitere Werke, auf denen er mit bereits etablierteren Künstlern, wie Lil Lano aber auch vielen Newcomern, wie Yun Mufasa oder Edo Saiya zusammenarbeitete und in der Folge eine größere Bekanntheit erreichte.
Mit der Untervertragnahme bei der Believe-Brand Groove Attack folgte kurz darauf die Veröffentlichung der Single Bisschen high in Zusammenarbeit mit T-Low & Tym, die ihn mit einer erstmaligen Chartplatzierung endgültig einem breiteren Publikum bekannt machte. Seine Single Cro hat mir gesagt es wird easy schaffte es im Anschluss ebenfalls in die deutschen Singlecharts.

## Musikstil
Das Diffus-Magazin beschrieb Luis’ Musikstil Mitte 2020 als melodischen Trap-Sound, der Trap-Attitüde mit Pop-Melodien kombiniere. Hierbei mache er sich musikalisch bei seinen selbstgebauten Produktionen internationale Anleihen zu eigen, die mehr mit amerikanischem Soundcloud-Rap als mit der hiesigen Szene zu tun hätten. Die Selbstzuschreibung Luis auf dessen Instagram-Seite „Imma bring Pop-Trap back!“ beschreibe gut seine musikalische Richtung, bei der Baller-Attitüde auf gesungene Flows träfen, während die wuchtigen Trap-Drums von eingängigen Melodien dominiert würden.
Auch 16BARS und Genius.com sehen in Luis Musik einen einzigartigen, deutlich von Pop-, Rock- sowie R’n’B-Einflüssen geprägten Sound, der als „Melodic Trap“ oder „Pop Trap“ beschrieben werden könne. Auch House-Elemente seien in seinen Songs zu finden, bei denen häufig Autotune als Stilmittel eingesetzt werde. Die Texte seien meistens sehr persönlich und handelten neben seinem Lifestyle, oberflächlichem Reichtum und Drogenkonsum auch von Themen wie der echten Liebe, persönlichen Problemen und seinem Werdegang als Musiker.

## Diskografie
Alben
- 2017: Bandanas & Wav.S
- 2018: Bandanas & Wav.S 2
- 2018: Nitro
- 2019: Nitro 2
- 2020: Nitro 3
- 2021: Stepbros (mit Ind1go)
- 2022: Internetbaby
- 2023: Online Therapy

EPs
- 2016: Atmosphere
- 2020: DB4N3

Singles
- 2018: No Battery
- 2018: C4llgril (feat. Lee One)
- 2019: Zieh
- 2019: Mobby
- 2019: Replay
- 2019: AMG Freestyle
- 2019: Flightmode (Remix) (feat. OG Christ & Amorok)
- 2019: Cargo (feat. Pzudemo)
- 2019: Eiskalt (feat. Imren)
- 2019: TMZ Live
- 2019: OK (feat. Yun Mufasa)
- 2019: Soya
- 2019: Champagne Rain
- 2019: October Freestyle
- 2019: Polo Bag
- 2019: Paranoid
- 2019: 999
- 2020: 100 Wörter (feat. EN60)
- 2020: Wife (feat. Lee One)
- 2020: Bandz (feat. Yun Mufasa)
- 2020: Ungesund (feat. EN60)
- 2020: 999 Remix (feat. Lil Lano)
- 2020: Freunde (feat. Edo Saiya)
- 2020: Kerze
- 2020: Atlantic
- 2020: Made in Germany
- 2021: Solo
- 2021: Helene
- 2021: RSL
- 2021: Jung
- 2021: Allein (feat. Ind1go)
- 2021: Game Over (feat. Ind1go)
- 2021: Blessed (feat. Ind1go)
- 2021: Engel (feat. Ind1go)
- 2021: Ricky (feat. Ind1go & Darnell)
- 2021: Dirtboy
- 2021: Z4Z4 (feat. Ind1go & prodbytwelve)
- 2021: Radar (feat. Edo Saiya)
- 2021: Nass
- 2021: Tropfen
- 2021: Sumpf
- 2021: Trance (feat. Negatiiv OG)
- 2021: Silvester Freestyle
- 2022: Live (feat. Json, Overshiaat & Mo$art)
- 2022: 1.000 Emotionen (feat. T-Low)
- 2022: Benzin
- 2022: Hold On (feat. Wstd)
- 2022: Pharmacy
- 2022: PPP
- 2022: Pain Killers (feat. Ind1go)
- 2022: summerluv (feat. Tym)
- 2022: Online
- 2022: D!Y
- 2022: Star (feat. Tym)
- 2022: Zwannis
- 2023: Film (feat. Badchieff)
- 2023: 2Engel (feat. Lee One)
- 2023: Timeout (feat. Tym; #8 der deutschen Single-Trend-Charts am 3. März 2023[12])
- 2023: Rariii (feat. Young Lime)
- 2023: Wohin??
- 2023: Playahater
- 2023: Top Auf
- 2023: Wow
- 2023: Vorbei (feat. Endzone)
- 2024: ZOMBIE (letitbe)
- 2024: Clown
- 2024: MIN>MAX
- 2024: POLO SHIRT
- 2024: cali_demo_v3